# Anderson (New Jersey)
Anderson – jednostka osadnicza w Stanach Zjednoczonych, w stanie New Jersey, w hrabstwie Warren.